# Parafia Nawiedzenia Najświętszej Maryi Panny w Ryczowie
Parafia Nawiedzenia Najświętszej Maryi Panny w Ryczowie – parafia rzymskokatolicka, znajdująca się w diecezji sosnowieckiej, w XII – św. Jana Chrzciciela w Pilicy.